# Multivers (DC Comics)

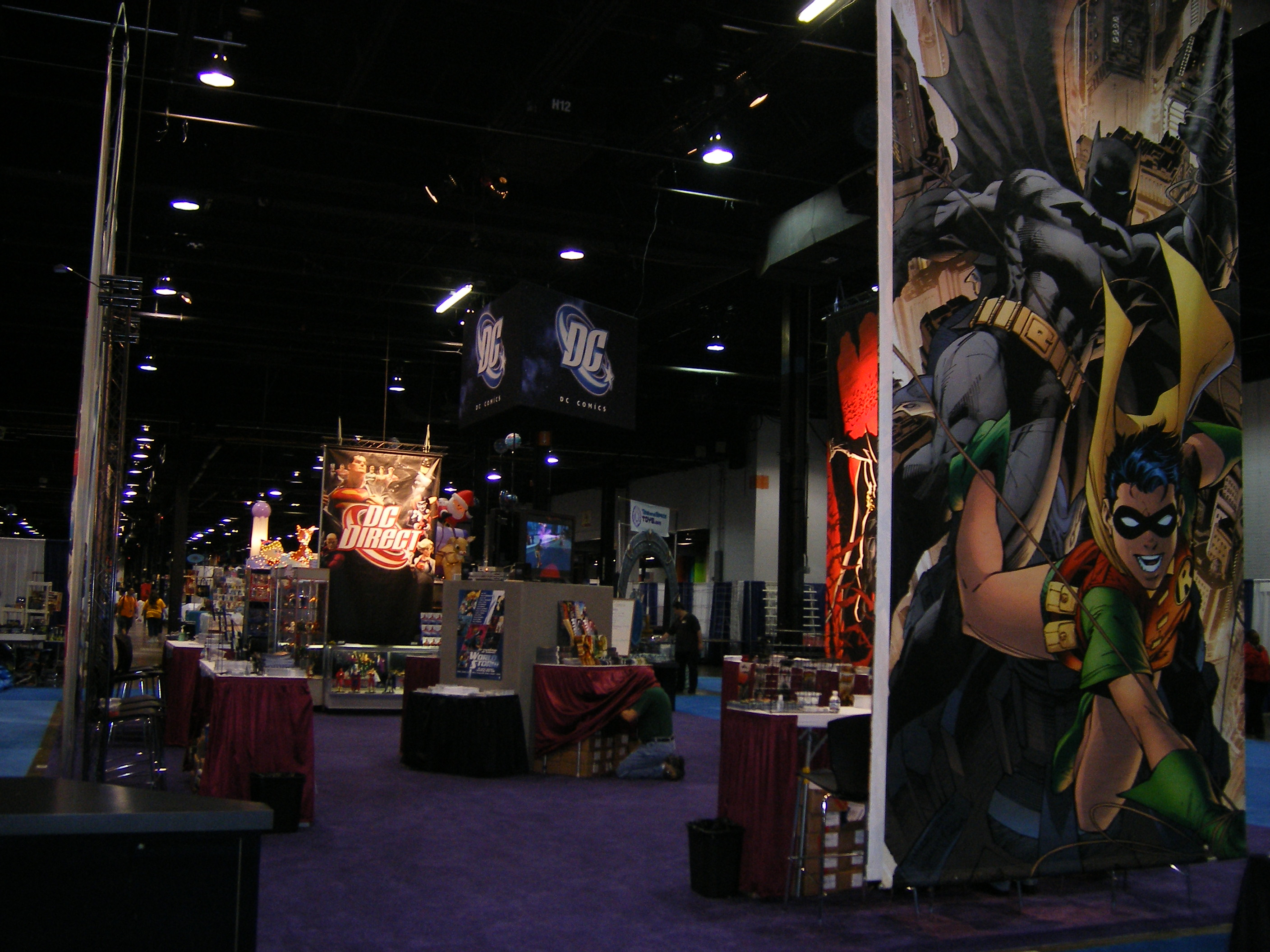
DC Comics, Wizard World Chicago 2006

En les històries de la DC Comics el multivers era una història de la seua continuïtat en què múltiples versions fictícies de l'univers existien en el mateix espai, separats una de l'altra per les seues ressonàncies vibracionals. Cada univers d'aquest multivers variava dels altres ja fóra de maneres subtils o profundes.
La diferència més notable era que la terra de cada univers tenia superherois diferents, o bé la vida i història dels superherois d'una terra era diferent de la dels altres.
En alguns casos, els personatges d'altres companyies que la DC Comics adquiria –que abans eren part del seu propi univers fictici– eren col·locats en el seu propi univers altern dins del multivers. Els universos eren identificats en referir-se a les terres alternes, conegudes com a Terra-1, Terra-2, terres, i noms per l'estil. Els 2 primers mons paral·lels van ser introduïts el 1961 en el cómic The Flash #123, en la història Flash of Two Worlds. El multivers va ser eliminat en la Crisis on infinite earths, una minisèrie publicada el 1985 i va deixar un únic univers.
El multivers va deixar d'existir fins que en la minisèrie Crisi Infinita, publicada el 2006, Alexander Luthor i Superboy de Terra-Prima, decebuts amb els herois d'aquesta nova terra, van decidir crear una terra perfecta. Per a açò van desplegar l'únic univers en un nou multivers d'on traurien diferents elements de cada món per a crear la seua nova terra. Aquest nou multivers aparentment va desaparèixer al final d'aquesta sèrie i van donar lloc a un nou univers amb la seua terra anomenada Nova Terra, però un any després en una altra minisèrie anomenada 52 es va revelar que el multivers havia sobreviscut a la Crisi Infinita. L'explicació donada és que l'energia que hi hagué en el multivers creat per Alexander Luthor era massa gran per a contenir-se en un sol univers, per la qual cosa en un acte de "preservació còsmica" la Nova Terra es va multiplicar en còpies iguals i es va crear un nou multivers amb 52 mons iguals.
Dins de la mateixa sèrie de 52 un mavat anomenat Mr Mind, qui només podia alimentar-se del temps i de l'espai, va viatjar pel nou multivers menjant parts de la història de les diferents terres fins que va ser detingut per Booster Gold, Rip Hunter i Daniel Carter. El multivers es va salvar, però els trossos d'història que Mr Mind va robar a cada món van canviar a cada nova terra, per això ara hi ha 52 terres diferents que la DC Comics explorarà en les seues noves històries.

## Contacte entre universos
La majoria dels habitants del multivers ignoraven l'existència d'altres universos. El primer personatge que va viatjar a una terra paral·lela va ser Barry Allen, el Flash de Terra-1, que accidentalment va vibrar a la freqüència correcta per a transportar-se a Terra-2, on va conèixer a Jay Garrick, la seua contrapart de Terra-2.
Altres personatges amb poders de Supervelocitat van ser capaços de duplicar el truc, tot i que açò no era fet ben sovint, a través de mitjans màgics o tecnològics el viatge entre universos també podia aconseguir-se. Un aparell de la lliga de la justícia, que els permetia viatjar entre el seu satèl·lit i la terra, era usat per a viatjar entre universos quan necessitaven viatjar a un altre lloc. De vegades els escriptors posaven personatges de diferents terres junts sense donar cap explicació, aquest error de continuïtat és usualment citat com una raó per a eliminar el multivers en la crisi.

## Multivers original
Els mons coneguts del multivers original són:
- Terra-0: Aquesta terra es va conèixer en el moment en què Alexander Luthor va desplegar l'univers, està completament habitada per Bizzarros i s'ha suggerit que és un homenatge al món coratjós que hi havia a l'univers de Terra-1.
- Terra-1: Era on habitaven els herois de l'edat de plata, incloent-hi a Lliga de la Justícia d'Amèrica original. En aquesta terra, Superman va tenir una carrera com a Superboy en la seua Adolescència, i els seus personatges van ser presentats en la dècada dels 50 o en anys posteriors. Flash era el Policia i Científic Barry Allen, Green Lantern era el temerari pilot Hal Jordan, l'Home Falcó era el Thanagarià Katar Hol, i l'Àtom era Ray Palmer, un científic amb la capacitat d'encongir-se. Els personatges que només existien en aquest món incloïen el Detectiu Marcià, l'Home Elàstic, Torxa, els Guardians de l'univers i la seua corporació de Green Lanterns, els Jóvens Titans, els Nous Déus i pràcticament tots els personatges creats per la DC durant els 60 i els 70 entre ells Supergirl. En ser el lloc on pràcticament tots els personatges es van col·locar durant la prolífica era del multivers, aquesta era per a molts la terra més habitada i més explorada.
- Terra-2: Casa dels herois de la DC creats en l'edat d'or, incloent-hi a la Societat de la Justícia d'Amèrica. En aquest món, Superman, Batman i la Dona Meravella van començar les seues carreres com a adults en iniciar-se la Segona Guerra Mundial (coincidint amb les seues primeres aparicions en els còmics). Flash era l'estudiant de Química, Jay Garrick, Green Lantern (Alan Scott) tenia poders màgics, l'Home Falcó era l'arqueòleg Carter Hall i l'Àtom era el musculós Al Pratt. Els personatges únics en aquest món eren, el Doctor Midnight, la Caçadora, l'Espectre, Hourman, el Doctor Fate i Mr. Terrific entre d'altres. Els herois d'aquesta terra apareixien com a personatges d'historietes a la Terra-1 (les seues vides eren canalitzades subconscientement als escriptors d'aquella terra).
- Terra-3: Llar de les versions malvades dels herois de Terra-1, incloent-hi el Sindicat del Crim d'Amèrica, en aquest món la història va ocórrer al revés, Cristòfol Colom era un americà que va descobrir Europa, la Gran Bretanya va lluitar per independitzar-se dels Estats Units (en teoria açò també va hauria d'haver ocorregut amb la resta dels països europeus), el president John Wilkes Booth va ser assassinat per l'actor Abraham Lincoln; les banderes dels països tenia els colors al revés (en el cas dels Estats Units estrelles negres sobre un fons roig i barres de color blau i negre) i coses per l'estil. Els personatges principals incloïen UltraMan, Superwoman, Owlman, Power Ring, Johnny Quick, i Alexander Luthor (que era un heroi).
- Terra-4: Lloc on els personatges de la Charlton Comics, que van ser comprats per la DC, van ser col·locats. Aquest món va aparèixer per primera vegada en el primer número de la crisi i no va sobreviure. No obstant això, gran part dels seus herois si ho van fer, durant la crisi el món va ser esclavitzat per Antimonitor (sota el control hipnòtic de PsicoPirata) i més tard va ser envaït per un gran grup de malvats de les 5 terres que no van ser destruïdes, que el van controlar durant un temps, al final aquesta terra es va fusionar amb les altres 4 per a formar part de la terra única. Entre els seus personatges estaven el capità Àtom, l'Escarabat Blau, el Pacificador, Judomaster, Question, Peter Cannon, Thunderbolt i Nightshade.
- Terra-5: És el nom que se li ha donat a la primera terra que va ser destruïda en els còmics de la Crisi a les terres infinites, no se sap res més sobre ella.
- Terra-6: Terra creada només per motius narratius durant la crisi, que després que va ser destruïda va tenir un sol sobrevivent, Lady Quark. En aquesta terra els Estats Units va perdre la seua Guerra de la Independència i aparentment era dirigida per una família reial de superherois, per la seua aparença aquesta terra semblava estar molt avançada tecnològicament parlant. A banda de Lady Quark els seus herois incloïen el seu espòs, Lord Volt, i la seua filla, la princesa Fern. S'esmenta que abans que el núvol d'antimatèria la destruïra hi havia més d'una dotzena d'herois però cap altre és conegut.
- Terra-7: L'existència d'aquesta terra va ser establida recentment, era llar de Dark Angel, una contrapart malvada de Wonder Girl. Va ser destruïda juntament amb totes les altres.
- Terra-8: L'existència d'aquesta terra va ser establida recentment, encara que no ha aparegut mai com a tal.

D'acord amb la història narrada en el còmic si el multivers haguera continuat existint, aquesta terra haguera estat la llar de gent com Kyle Rayner (Green Lantern), Jason Rusch (Firestorm) i Helena Bertinelli (Huntress). També comptava amb una contrapart del Capità Àtom, que a l'univers actual s'anomena Breach.
- Terra-12: Aquesta era la terra dels Cinc Inferiors, un grup de superherois còmics publicats per la DC. Probablement també era llar d'altres herois còmics de la DC, tot i que açò mai va ser aclarit.

Encara que en teoria aquesta terra hauria quedat destruïda, els seus personatges van aparèixer en alguns còmics (a la Terra-1 i a la terra unificada) de la crisi, i encara que no han tornat a aparèixer no se sap si haurien sobreviscut d'alguna manera.
- Terra-97: Un altre dels universos que vam conèixer quan Luthor va desplegar l'univers, és habitat pels herois presentats en Tangent Comics, el nom és pel fet que eixa sèrie va ser originàriament publicat el 1997.
- Terra-154: Una altra terra que coneixem quan el multivers va tornar durant la crisi infinita, conté els herois presentats originàriament en World finest comics #154. Aquí Clark Kent es va casar amb Lois Lane i Bruce Wayne es va casar amb Kathy Kane, ambdós van tenir fills que van seguir la carrera dels seus pares, els malvats d'ambdós herois també van tenir fills, va ser triat per Alexander Luthor com un possible món perfecte i ho va mesclar amb Terra-462 i el va destruir.
- Terra-247: Se li va conèixer en la crisi infinita, habitada pels herois de la Legió de Súper Herois que van existir darrere de l'Hora Zero.
- Terra 462: Món conegut en la crisi infinita, aparentment continua capficat en la segona guerra mundial, s'ha suggerit que la Wonder Woman i la Xica Meravella que apareixen són un homenatge a les actrius Cathy Lee Crosby (que va interpretar a la dona meravella en una pel·lícula pilot) i Debra Winger (que va aparèixer com la xica meravella en una sèrie de televisió dels 70), altres personatges que han sigut identificats són contraparts del capità Nazi, Flash, baró Blitzkrieg, Robin, Per Degató i la resta dels originals Joves Titans. Va ser destruïda en barrejar-se amb Terra-154.
- Terra-898: Coneguda durant la Crisi Infinita, està habitada per tots els herois del western de la DC Comics.
- Terra-A: Llar de la Lliga Sense-Llei. Aquest món va ser creat per la contrapart de Johnny Thunder (Terra-2), malvat de Terra-1, quan va alterar els orígens dels membres de la Lliga de la Justícia. La A del nom venia d'Alterna, ja que era una versió alterna de Terra-1, els personatges d'aquesta terra eren versions malvades de Superman, Batman, Green Lantern, Flash i Detectiu Marcià, ja que el malvat Johnny Thunder els va donar habilitats idèntiques a les dels herois de la Terra-1.
- Terra-B: Aquesta terra no va ser mai establida oficialment, però és usualment citada com el lloc on ocorrien les història publicades en The Brave and The Bold que no coincidien amb la continuïtat de la Terra-1 o qualsevol altra terra establida. Per exemple en una història Catwoman cometia un assassinat, la qual cosa no podia ocórrer ni en Terra-1 ni en Terra-2, ja que trencava amb el codi Moral d'ambdós personatges. El personatge principal és Batman (qui solia protagonitzar les històries d'eixe còmic).
- Terra-C: Terra habitada pel capità Carlota i els seus sorprenents animals del zoològic. El món estava poblat per animals antropomòrfics i els seus personatges notables inclouen els membres dels animals del zoològic: el capità Carlota, Alley-Kat-Abra, Fastback, Little Cheese, el Porc de Ferro, l'Ànec de Goma i el Cadell Ianqui.
- Terra-C menor: Llar dels Justa Lotta Animals (Només un muntó d'animals), aquest món, igual que Terra-C, està habitat per animals antropomòrfics, els personatges destacables inclouen Supeesquirol, la Conilla Meravella, Batirató, el Corder Verd, Aquaanec i el Xoc. Els personatges i esdeveniments d'aquest món eren paral·lels als de Terra-1; addicionalment, els esdeveniments i personatges de Terra-C menor existien com a còmics en Terra-B (en la seua identitat secreta el capità Carlota era escriptor i dibuixant del còmic Justa Lotta Animals en el seu món).
- Terra-D: Casa de l'Aliança de la Justícia d'Amèrica. Aquesta terra només va aparèixer en el còmic Legends of the DC Universe com un capítol no explicat mai de la Crisis on infinite earths i que va ser publicat més d'una dècada després d'aquest esdeveniment. Era protagonitzada per una versió ètnicament més diversa de diversos herois de Terra-1 sense cap altre canvi en les seues vides (a excepció que tots van morir juntament amb la seua terra). Era una combinació de les sensibilitats multiculturals modernes i de la innocència de l'edat de plata
- Terra-Q: Terra en què van ser col·locats els personatges de la Quality Comics que van ser comprats per la DC, i en la qual van ocórrer totes les històries que va publicar la Quality durant els 40, els herois d'aquesta terra inclouen els Lluitadors de la Llibertat i al Xic Eternitat, els personatges d'aquesta terra després es van mudar a altres en què van ocórrer les històries publicades per la DC.
- Terra-S: Terra on van ser col·locats els antics personatges de Fawcett Comics que van ser comprats per la DC, el seu principal personatge és el Captain Marvel i la Família Marvel (Mary Marvel, capità Marvel JR., Oncle Marvel, entre d'altres), també era habitada per altres herois com l'Home Bala, la Xica Bala, Ibis l'Invencible, Senyor Escarlata, el Terror dels Espies, Pinky, Isis i el Comando Ianqui.
- Terra-X: Món adoptiu de gran part dels personatges de Quality Comics, incloent-hi als Lluitadors de la Llibertat, en aquesta terra els nazis van guanyar la Segona Guerra Mundial, i els Lluitadors van viatjar des de Terra-2 per a vèncer-los, els personatges principals inclouen l'Oncle Sam, la Bomba Humana, Dama Fantasma, el Còndor Negre, Miss Amèrica, el Raig, Doll Man, Firebrand i l'Abella Roja.

Les històries d'aquests herois publicades per Quality van ocórrer a Terra-Q.
- Terra-Prima: Llar de molt pocs (i de vegades cap) superherois. Aquest lloc era, en teoria, la nostra Terra, on els superherois de la resta de les Terres eren només còmics, tot i que el fet que el món real continuara existint després de la Crisi a pesar que la Tiera-Prima fos destruïda suggereix que en realitat no era el món real. El poc usat personatge ultraa, va ser el primer heroi en aquesta Terra, però poc després es va mudar a Terra-1 en considerar que els habitants d'aquest lloc no estaven preparats per a tenir superherois. En una història poc abans de la Crisi, un jove Clark Kent d'aquesta Terra va descobrir que tenia poders i es va convertir en Superboy; en el clímax de la Crisi, es va unir a la resta dels herois per a fer front a Antimonitor i va acabar unint-se al Superman i la Lois Lane de Terra-2, així com al fill del Luthor de Terra-3 en una espècie de paradís.

## Nou multivers
Les terres conegudes establides en el nou multivers són:
- Nova Terra: Nom de la Terra creada després de la Crisi Infinita i on les principals històries de la DC ocorreran a partir d'aquell moment, els altres 51 mons eren una còpia d'aquesta.
- Terra 1: Habitada per contraparts de la lliga de la justícia, aparentment molt semblant a la Terra 1 de l'univers precrisi.
- Terra 2: Semblant a la Terra 2 de l'univers precrisi, no obstant el Flash d'aquest món té un uniforme negre, una notícia en un periòdic d'aquest món indicava que Els kriptonians seguien perduts.
- Terra 3: Habitada per un sindicat del crim que no correspon al de l'univers precrisi sinó a les versions d'aquest grup establides posteriorment.
- Terra 4: Habitada per molts dels herois de la Charlton Comics, molts dels quals han mort en les històries principals de la DC
- Terra 5: Semblant a la terra S de l'univers precrisi.
- Terra 10: Semblant a la Terra X de l'univers precrisi. Pel que sembla, els nazis han guanyat la segona guerra mundial i hi ha contraparts nazis de la Lliga de la Justícia.
- Terra 17: Llar dels cavallers atòmics de diverses històries precrisi.
- Terra 22: Sembla la llar dels personatges de la minisèrie Kingdom Come
- Terra 50: Llar dels personatges de Wildstorm

La resta de les terres, si bé romanen desconegudes porten com a nom els números de l'1 al 51.